# Hvam Stationsby
Hvam (Stationsby) is een plaats in het zuidelijke deel van het Himmerland in de Deense regio Midden-Jutland, gemeente Viborg. De plaats telt 305 inwoners (2018).
Hvam Stationsby behoort tot de parochie Hvam (Deens: Hvam Sogn). De rond 1200 n.Chr. gebouwde kerk van Hvam (Deens: Hvam Kirke) ligt in het nabijgelegen dorp Gammel Hvam ('Oud Hvam'), dat het oorspronkelijke dorp is. Officieel betreft het twee aparte plaatsen, maar in de praktijk worden ze door bewoners en gemeente als één beschouwd. De toevoeging stationsby verwijst naar de aanwezigheid van een spoorwegstation. Ondanks dat de spoorlijn niet meer bestaat, bleef de plaats de toevoeging stationsby behouden, om verwarring met andere gelijknamige plaatsen te voorkomen.

## Geschiedenis
De oudste vermelding van het dorp Hvam dateert uit 1344: Hwamæ.
De Hvam Kro wordt voor het eerst genoemd in 1687. Deze herberg is in 1975 gemoderniseerd en verbouwd, en kwam in 1999 in handen van een lokale bewonersvereniging die er een cultureel ontmoetingscentrum van maakte.
In 1875 werd Hvam beschreven als een dorp met een kerk, school en herberg.
In 1893 legde de spoorwegmaatschappij Himmerlandsbanerne een spoorlijn aan tussen Viborg en Aalestrup. Twee kilometer ten oosten van Hvam werd een station gebouwd. Rond dit station ontstond een nieuw dorp, het tegenwoordige Hvam Stationsby. In 1906 telde het nieuwe dorp 146 inwoners; dit aantal groeide tot 354 inwoners in 1960. Door zijn ongunstige ligging en gebrek aan industriële activiteiten stagneerde de verdere groei van Hvam Stationsby. In 1959 werd het station gesloten toen het reizigersverkeer op het baanvak werd gestaakt. Het goederenvervoer op de lijn hield stand tot 1999. Uiteindelijk werd in 2006 het spoor opgebroken waarna op het oude tracé een fiets- en wandelroute werd aangelegd. Het oude stationsgebouw is behouden gebleven.
- Virtual International Authority File: 317075711